# Skrzyniczanka
Skrzyniczanka – dopływ Czerniejówki, niewielki ciek w północnej części Wyniosłości Giełczewskiej (Wyżyna Lubelska). Swój początek bierze we wsi Skrzynice Pierwsze ze źródła szczelinowego o zmiennej wydajności od 17 do 94 dm3∙s-1.  
Długość rzeki wynosi 4,56 km. Do Czerniejówki uchodzi w Mętowie. 
Cechą charakterystyczną koryta Skrzyniczanki jest ucieczka wody do podłoża co jest uwarunkowane budowa geologiczną (opoki i margle górnej kredy) oraz funkcjonowaniem ujęcia wód podziemnych dla Lublina we wsi Wilczopole. 